# Radsport im Russischen Kaiserreich

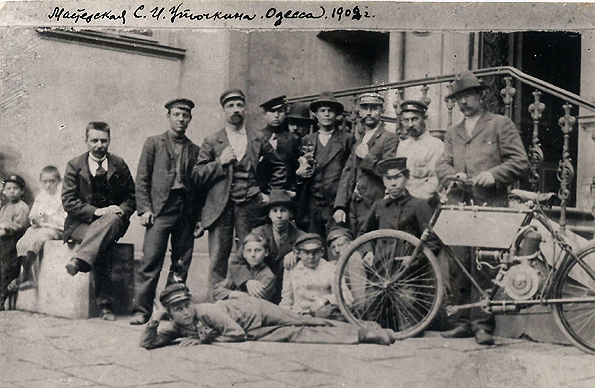
Sergei Utotschkin vor seiner Fahrradwerkstatt in Odessa

Der Radsport im Russischen Kaiserreich entwickelte sich im Vergleich zu anderen Nationen wie Deutschland oder Frankreich später und langsamer. Dies betraf die Entstehung von Radsportvereinen und Radrennen ebenso wie die radsportliche Infrastruktur und war vor allem den schlechten Straßenverhältnissen  im Russischen Kaiserreich, der fehlenden Fahrradindustrie und der Größe des Landes geschuldet. Die Einfuhrzölle auf Fahrräder waren in den 1880er und 1890er Jahren hoch, da diese als Luxusgüter besteuert wurden.
Mitte der 1880er und 1890er Jahre brachten ambitionierte Sportler die ersten Hochräder, später auch Niederräder aus Westeuropa von ihren Reisen mit. In Moskau, Sankt Petersburg, Odessa und Riga veranstalteten einzelne Sportler (in der Regel Angehörige der russischen Oberschicht) die ersten Straßenradrennen.

## Radsportvereine
Der erste Radsportverein entstand 1884 in Moskau. Die „Moskauer Amateur-Radfahrer-Gesellschaft“ veranstaltete die ersten Straßenradrennen auf Abschnitten der 700 Kilometer langen Straße von Moskau nach Sankt Petersburg, die für den Verkehr von Postkutschen gebaut worden war. Der Mitgliedsbeitrag des Vereins betrug 20 Rubel, was damals eine hohe Summe war. 1893 entstand der „Łódźer Radfahrer-Verein“.
1894 erschien in Moskau die erste russische Radsportzeitung unter dem Namen „Велосипедный спорт“.

## Radrennbahnen
Der Moskauer Verein errichtete auch in den 1880er Jahren die erste Radrennbahn im Russischen Kaiserreich. Es war eine 500 Meter lange Zementbahn mit überhöhten Kurven, die nach dem Vorbild deutscher Bahnen gebaut wurde. Die Anlage verfügte über ein Klubhaus und überdachte Tribünen. Im Innenareal erbaute der Verein später eine Winterbahn von 300 Metern Länge. Damit fanden neben Straßenradrennen nun auch Wettbewerbe im Bahnradsport statt. Bis zur Jahrhundertwende fanden in Moskau pro Jahr etwa zehn Bahnrennen statt, darunter die Meisterschaften von Russland und Moskau im Sprint, an der in einigen Jahren auch Radrennfahrer anderer Länder teilnahmen.
1896 entstand in Sankt Petersburg eine Hallenbahn mit dem Namen „Michael-Arena“. Dort, wie auf der Moskauer Bahn, starteten viele der damals bekannten Fahrer aus Westeuropa wie Paul Bourillon, Gian Ferdinando Tomaselli, Thorvald Ellegaard, Paul Mündner und viele andere.
Ab 1903 wurden auf russischen Bahnen auch Steherrennen gefahren. Das erste Steherrennen gewann Richard Scheuermann aus Deutschland auf die Bahn von Sankt Petersburg.

## Radrennen
Die erste Straßenmeisterschaft wurde 1891 ausgetragen und von Henri Davis (einem in Russland lebenden Briten) gewonnen, 1892 siegte Alexander Lobanow. In den folgenden Jahren entstanden ab 1883 weitere Radrennbahnen in den Städten Warschau, Riga und Łódź (die damals zu Russland gehörten) sowie in Nischni Nowgorod.
Am 17. September 1893 richtete der Verein aus Lodz ein internationales Bahnrennen aus, bei dem der spätere Weltmeister August Lehr und August Habich an den Start gingen. Die beiden Deutschen gewannen alle Rennen. Lehr erhielt drei Goldmedaillen und Ehrenpreise im Wert von 475 Rubel, Habich zwei Goldmedaillen und Ehrenpreise im Wert von 225 Rubel.
Eines der spektakulärsten Straßenradrennen der damaligen Zeit startete am 27. September 1893. Die Distanzfahrt (mehr als 3000 Kilometer) führte von Sankt Petersburg über Warschau und Berlin nach Paris. Der erste Sieger von Paris–Brest–Paris Charles Terront kam am 11. Oktober in Paris an. Russische Fahrer hatten ihn bis Warschau begleitet. Bis Küstrin waren ihm deutsche Fahrer entgegengefahren (darunter Paul Mündner), die ihn nach Berlin geleiteten. Die erste innerrussische Distanzfahrt führte von Moskau nach Nischni Nowgorod über rund 450 Kilometer. Der Sieger (Michail Dtewodsko) benötigte 25 Stunden und 43 Minuten und hatte rund 9 Stunden Vorsprung auf den zweitplatzierten Starter.
1893 gewann Josef Fischer aus Deutschland die erste Distanzfahrt von Moskau nach Sankt Petersburg. 1895 wurde das Rennen von Moskau nach Sankt Petersburg über rund 700 Kilometer zum zweiten Mal ausgerichtet. Von den 20 Startern (darunter Thaddäus Robl) kamen sieben ins Ziel. Michail Dtewodsko siegte vor dem Österreicher Franz Gerger. Nach und nach etablierten sich weitere Eintagesrennen.
In den 1890er Jahren wurden auf den Radrennbahnen die Großen Preise von Moskau, Odessa und Lodz im Sprint begründet, an denen namhafte Bahnsprinter jener Zeit teilnahmen. So siegte Willy Arend 1900 in Odessa. Oscar Peter wurde 1901 Meisterfahrer von Russland und gewann mehrfach den Großen Preis von Odessa. Emanuel Kudela siegte 1905 im Großen Preis von Sankt Petersburg.

## Radrennfahrer
Die ersten Fahrer, die sich auch über die Grenzen des Russischen Kaiserreiches einen Namen machten und in Westeuropa zu Rennen antraten waren Alexander Butilkin aus dem Moskauer Verein und Sergei Utotschkin aus Odessa. Michail Djakow erhielt als erster Russe 1896 eine Einladung zur englischen Meisterschaft im Sprint und zu den Bahn-Weltmeisterschaften. Iwan Nedela aus Riga fuhr insbesondere auf deutschen Bahnen erfolgreich und gewann eine Reihe von Rennen.
Ab 1910 kam die Entwicklung des Radsports im Russischen Kaiserreich nahezu zum Stillstand. Die bekanntesten Fahrer hatten ihre Karrieren beendet, Nachwuchsfahrer gab es kaum und die Vereine entwickelten Interessen an anderen Sportarten. Bis zur Oktoberrevolution 1917 gab es keine hervorragenden Fahrer oder bedeutende Radrennen mehr.